# Berthold Delbrück

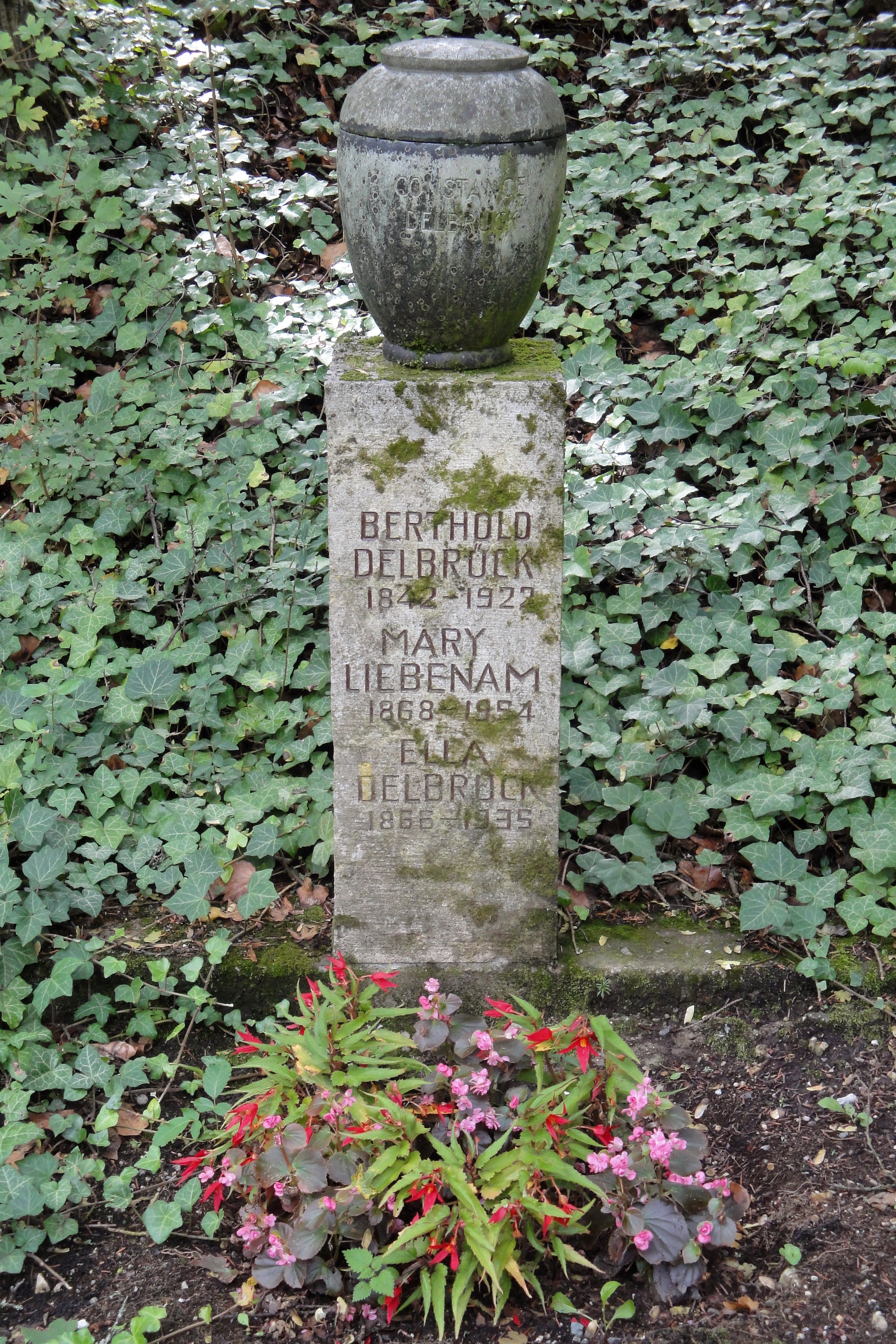
Graf in Jena

Berthold Gustav Gottlieb Delbrück (Putbus, 1842 - Jena, 1922) was een Duitse taalkundige. Zijn belangrijkste bijdrage aan de wetenschap van de taalkunde was het gestructureerd opzetten van de Vergelijkende Indo-Europese taalkunde.
In 1859 begon Delbrück de studie Vergelijkende taalwetenschappen aan de Universiteit van Halle en vertrok twee jaar later naar Berlijn, waar hij college liep bij onder andere Franz Bopp. In 1861 promoveerde hij in Halle en vertrok vier jaar later naar Sint-Petersburg. Op vijfentwintigjarige leeftijd werd hij docent Vergelijkende taalwetenschappen aan de Universiteit van Halle. In deze periode vestigde Delbrück zijn naam als autoriteit op het gebied van de Vergelijkende taalkunde. Zijn opvattingen over de methodiek die ten grondslag zou moeten liggen aan taalonderzoek demonstreerde hij met de publicatie van zijn Der Gebrauch des Conjunctivs und Optativs im Sanskrit und Griechischen 1871, die verscheen toen hij hoogleraar Sanskriet en Grieks was aan de Universiteit van Jena. Met zijn visie op het wetenschappelijk onderzoek naar taalontwerp sloot hij zich aan bij de Neogrammatici.
Tot 1912 bleef Delbrück professor Sanskriet en Vergelijkende Indo-Europese taalwetenschappen aan de Universiteit van Jena. Hij hield zich voornamelijk bezig met de studie naar het Sanskriet en het Grieks. Het hoogtepunt van Delbrücks werk is de Grundriss der vergleichenden Grammatik der indogermanischen Sprachen (1893 - 1900).